# Parijs-Tours 1965
Parijs-Tours 1965 ofwel, de 59ste editie  werd verreden op zondag 10 oktober 1965. De wedstrijd had een lengte van 247 kilometer, startte in Parijs en eindigde in Tours.
De Nederlander Gerben Karstens won de wedstrijd.
Deze wedstrijd was onderdeel van de Super Prestige Pernod.

## Uitslag
| Plaats  | Naam              | Ploeg                    | Tijd     |
| ------- | ----------------- | ------------------------ | -------- |
| Winnaar | Gerben Karstens   | Televizier               | 5u28'51" |
| 2       | Gustaaf Desmet    | Wiel's-Groene Leeuw      | + 0'08"  |
| 3       | Fernand Deferm    | Dr. Mann                 | z.t.     |
| 4       | Guido Reybrouck   | Faema-Romeo              | z.t.     |
| 5       | Arthur Decabooter | Wiel's-Groene Leeuw      | z.t.     |
| 6       | André Noyelle     | Dr. Mann                 | z.t.     |
| 7       | Jan Janssen       | Pelforth-Sauvage-Lejeune | z.t.     |
| 8       | Jan Nolmans       | Faema-Romeo              | z.t.     |
| 9       | Jos Huysmans      | Dr. Mann                 | z.t.     |
| 10      | Leo van Dongen    | Televizier               | z.t.     |

1896 · 
1897 · 
1898 · 
1899 · 
1900 · 
1901 · 
1902 · 
1903 · 
1904 · 
1905 · 
1906 · 
1907 · 
1908 · 
1909 · 
1910 · 
1911 · 
1912 · 
1913 · 
1914 · 
1915 · 
1916 · 
1917 · 
1918 · 
1919 · 
1920 · 
1921 · 
1922 · 
1923 · 
1924 · 
1925 · 
1926 · 
1927 · 
1928 · 
1929 · 
1930 · 
1931 · 
1932 · 
1933 · 
1934 · 
1935 · 
1936 · 
1937 · 
1938 · 
1939 · 
1940 · 
1941 · 
1942 · 
1943 · 
1944 · 
1945 · 
1946 · 
1947 · 
1948 · 
1949 · 
1950 · 
1951 · 
1952 · 
1953 · 
1954 · 
1955 · 
1956 · 
1957 · 
1958 · 
1959 · 
1960 · 
1961 · 
1962 · 
1963 · 
1964 · 
1965 · 
1966 · 
1967 · 
1968 · 
1969 · 
1970 · 
1971 · 
1972 · 
1973 · 
1974 · 
1975 · 
1976 · 
1977 · 
1978 · 
1979 · 
1980 · 
1981 · 
1982 · 
1983 · 
1984 · 
1985 · 
1986 · 
1987 · 
1988 · 
1989 · 
1990 · 
1991 · 
1992 · 
1993 · 
1994 · 
1995 · 
1996 · 
1997 · 
1998 · 
1999 · 
2000 · 
2001 · 
2002 · 
2003 · 
2004 · 
2005 · 
2006 · 
2007 · 
2008 · 
2009 · 
2010 · 
2011 · 
2012 · 
2013 · 
2014 · 
2015 · 
2016 · 
2017 · 
2018 · 
2019 ·
2020 ·
2021 ·
2022 ·
2023 ·
2024 ·
2025